# Reizo Fukuhara
Reizo Fukuhara (japonsko 福原 黎三), japonski nogometaš, * 2. april 1931, Hirošima, Japonska, † 27. februar 1970.
Za japonsko reprezentanco je odigral dve uradni tekmi.